# Urbi et Orbi
urbi et orbi (latin: for byen og for verden) er en fast latinsk vending, der indgår i Pavens velsignelse af netop Rom og verden. Vendingen har indgået siden pave Gregor 10. (1271-76).

## Fodnoter
1. ↑  "urbi et orbi". Den Store Danske (lex.dk online udgave). 19. oktober 2009. Hentet 6. november 2010.

| Sprog | Spire Denne artikel om sprog er en spire som bør udbygges. Du er velkommen til at hjælpe Wikipedia ved at udvide den. |